# Nina Toussaint-White
Nina Toussaint-White, née en octobre 1985 à Londres (Royaume-Uni), est une actrice britannique. Elle est connue pour ses rôles de Syd Chambers dans le feuilleton EastEnders de la BBC One en 2009, d’Angie Bailey dans Emmerdale en 2016, et de DS Louise Rayburn dans la série Bodyguard en 2018.

## Biographie
Nina Toussaint-White grandit à Plumstead, dans le sud-est de Londres. Elle étudie ensuite à l’Académie des arts de la scène Italia Conti à Clapham pendant trois ans pour obtenir un baccalauréat en arts spécialisé en jeu d’acteur.
En 2007, Toussaint-White fait ses débuts professionnels dans un épisode de Casualty, puis joue dans The Bill un an plus tard.
En février 2009, Toussaint-White rejoint la série EastEnders dans le rôle de Syd Chambers, une infirmière proche de Bradley Branning. Elle apparaît dans Nick Cutter et les Portes du temps et joue dans plusieurs productions théâtrales comme Le Songe d'une nuit d'été.
Après son départ d’EastEnders en octobre 2009, elle joue comme invitée dans l'épisode de Doctor Who « Allons tuer Hitler », diffusé le 27 août 2011. En février 2012, elle joue le rôle de Mattie Grace dans Holby City.
En 2015, Toussaint-White joue le rôle de Tree dans The Etienne Sisters au théâtre royal Stratford East (en). Elle est nommée pour la Meilleure performance musicale aux UK Theatre Awards en 2016 aux côtés d’Allyson Ava-Brown (en) et Jennifer Saayeng.
En septembre 2016, elle joue le rôle de Jane aux côtés de Dominic Cooper et Ophelia Lovibond dans la reprise de The Libertine de Stephen Jeffreys au théâtre royal de Bath (en).
En 2018, elle joue le rôle de la sergente-détective (DS) Louise Rayburn dans la série Bodyguard, aux côtés de Richard Madden et Keeley Hawes.
À côté de sa carrière d’actrice, Nina Tousaint-White pratique et enseigne le yoga,.

## Filmographie

### Télévision
- 2007 : Casualty : Bunmi (épisode « Valeurs fondamentales »)
- 2008 : The Bill : Janice Pool (épisode « Overkill »)
- 2009 : Nick Cutter et les Portes du temps : Melanie (saison 3, épisode 3)
- 2009 : EastEnders : Syd Chambers (rôle récurrent, 41 épisodes)
- 2011 : Doctor Who : Mels (River Song) (épisode « Allons tuer Hitler »)
- 2011 : Comedy Showcase : esthéticienne (épisode: « The Fun Police »)
- 2012 : Whitechapel : Tish Petersen (saison 3, épisode 1)
- 2012 : Holby City : Matti Grace (épisode « Fight the Good Fight »)
- 2012 : Scott & Bailey : Chantelle Deen (saison 2, épisode 7)
- 2012 : Switch : Jude Thomas (rôle principal)
- 2014-2017 :  Uncle : Shelly (rôle récurrent, 8 épisodes)
- 2014 : Meurtres au paradis : Lena Bell (épisode: « Political Suicide »)
- 2014 : Holby City : Sophia Verlaine (6 épisodes)
- 2016 : Emmerdale : Angie Bailey (rôle récurrent, 15 épisodes)
- 2017-2019 : GameFace : Lucie (6 épisodes)
- 2018 : Bodyguard : DS Louise Rayburn (rôle principal)
- 2019 : The Feed : Kate Hatfield (rôle principal)
- 2019 : Inspecteur Barnaby : Hannah Brookthorpe (épisode « Du miel et du fiel »)
- 2020 : The Sister (en) : Jacki (rôle principal)

### Cinéma
- 2011 : The Missing Day, de Stuart Dunlop
- 2023 : Kandahar de Ric Roman Waugh

## Crédits d’auteur
- (en) Cet article est partiellement ou en totalité issu de l’article de Wikipédia en anglais intitulé « Nina Toussaint-White » (voir la liste des auteurs).